# Anglomanie
 (novembre 2012).
Si vous disposez d'ouvrages ou d'articles de référence ou si vous connaissez des sites web de qualité traitant du thème abordé ici, merci de compléter l'article en donnant les références utiles à sa vérifiabilité et en les liant à la section « Notes et références ».
L'anglomanie est l'engouement pour ce qui touche à la culture anglaise.
L'anglomanie — ainsi qualifiée par ses détracteurs — se manifeste initialement en Europe continentale aux lendemains de la Guerre de Sept Ans, pour les usages (clubs et courses hippiques), les modes vestimentaires (la redingote) et gastronomiques (le punch), les arts décoratifs (les « jardins anglais ») anglais ou britanniques.

## AuXVIIIesiècle
Comme le remarquent Claude Bruneteau et Bernard Cottret :

« la difficulté que l’on a à saisir l’anglomanie du XVIIIe siècle provient essentiellement de son caractère diffus. En effet, elle ne constitua ni une école littéraire — quelqu’influentes qu’aient pu être les traductions des auteurs anglais ou la terminologie anglophone des sciences et des techniques — ni une idéologie définie. »

Contrairement à l'anglophilie des Lumières, l'anglomanie ne porte plus sur l’unique engouement intellectuel et culturel pour la Grande-Bretagne. Ainsi, Louis Sébastien Mercier distingue anglophilie, la recherche d'un modèle, d’anglomanie, le goût pour une mode. Cependant, l'anglomanie peut recouvrir une dimension intellectuelle. Ainsi, la passion pour l'agronomie anglaise et ses expérimentations peuvent s'apparenter à une forme d'anglomanie. 
La notion apparaît aussi comme une étiquette insultante, comme une arme des ennemis des anglophiles. On en trouve mention dans l'Année littéraire de Élie Fréron, mais le mot connaît son succès avec l’œuvre de Louis-Charles Fougeret de Monbron, Préservatif contre l’Anglomanie, violent pamphlet de 1757.